# Каргилска война
Каргилската война е въоръжен конфликт, воден между между Индия и Пакистан в периода 3 май – 26 юли 1999 г. в окръг Каргил, Джаму и Кашмир, както и по Линията на контрол. Индийските военновъздушни и сухопътни сили имат за цел да изтласкат редовните и нередовните войски на пакистанската армия от освободените индийските позиции в сектор Каргил по Линията на контрол. Тази конкретна операция е наречена „Сафед Сагар“ (букв. „Бяло море“).
Повод за войната става нахлуването на пакистански войници, дегизирани като кашмирски бунтовници, към позициите на индийската страна на Линията на контрол, която служи де факто като граница между двете държави. През първоначалните етапи на войната Пакистан хвърля вината за конфликта изцяло върху кашмирските бунтовници, но намерените документи сред жертвите и по-късните изявленията на министър-председателя и на главнокомандващия армията на Пакистан доказват участието на пакистанските паравоенни части, оглавявани от генерал Ашраф Рашид. Индийските въоръжени сили си възвръщат повечето от позициите от своята страна на Линията на контрол по въздух и земя. Изправени пред международна дипломатическа опозиция, пакистанските сили се изтеглят от останалите индийски позиция по линията.
Войната е един от най-скорошните примери за планински военни действия на голяма височина и като такава създава значителни логистически проблеми за враждуващите страни. Освен това, за времето си тя е единственият случай на пряка конвенционална война между две ядрени сили (притежаващи ядрени оръжия). Няколкостотин войници загиват в сраженията и от двете страни.